# Declaración de Mayo
La Declaración de Mayo de 1917 fue una proclama de los diputados eslavos del sur del Parlamento de Cisleitania a favor de la unión de los territorios de población serbia, croata y eslovena en una nueva unidad administrativa en el Imperio austrohúngaro. Su rechazo por el Gobierno austriaco, que defendió la estructura administrativa dual, hizo que el movimiento que nació de la Declaración se fuese radicalizando hasta reclamar abiertamente la independencia en 1918.

## La Declaración
El 30 de mayo de 1917, el día en que volvía a reunirse el Reichsrat austriaco tras un largo periodo de gobierno sin parlamento, los diputados croatas de Istria y Dalmacia se unieron a sus colegas eslavos del grupo parlamentario yugoslavo (Jugoslavenski klub) para reclamar la creación de una nueva unidad territorial democrática que englobase las áreas de población serbia, croata y eslovena, lo que conllevaba mudar la división del Estado en dos unidades administrativas, establecida en el Compromiso austrohúngaro de 1867. La Declaración no presuponía una derrota austrohúngara en la guerra y era compatible con el mantenimiento de la dinastía Habsburgo, pero no con el sistema de poder dual acordado por el emperador Francisco José y la aristocracia magiar en 1867. Por otro lado, tampoco tenía posibilidades de salir adelante en caso de una victoria total de los Imperios Centrales, que hubiese dejado intacta la estructura del Imperio: se basaba en la posibilidad de una paz pactada entre los dos bandos que diese lugar a reformas territoriales en el Estado. Al no firmarse esta paz, el movimiento yugoslavista fue radicalizándose, pasando de abogar por aplicar medidas reformistas dentro del Imperio a defender la independencia.

## Consecuencias
La Declaración recibió el apoyo del Partido Croata por los Derechos y de algunos diputados serbios en el Parlamento autónomo de Croacia-Eslavonia, disidentes de la coalición gobernante, y la rechazaron los frankovci, partidarios del gobierno imperial. La coalición croato-serbia, favorable en secreto al proyecto, decidió no pronunciarse sobre la misma al hallarse en el gobierno de la región, temerosa de la reacción del Gobierno de Budapest. Stjepan Radić y sus partidarios del Partido Campesino Croata también respaldaron la Declaración.
En la región de Bosnia-Herzegovina, única no perteneciente a alguna de las dos unidades administrativas imperiales sino gobernada por el Ministerio de Finanzas común austrohúngaro, la Declaración llevó a los partidos a convertir sus programas al yugoslavismo.
En los territorios de población eslovena, en Istria y en Dalmacia, la declaración impulsó el nacimiento de un movimiento de protesta nacionalista que reclamaba como mínimo la aplicación del programa de la declaración, exigiendo el derecho de autodeterminación. La radicalización del movimiento originó los más serios motines en Cisleitania protagonizados por soldados eslovenos regresados de Rusia, en mayo de 1918 y la defensa de la Declaración entre los marineros eslovenos que participaron en el motín de las unidades navales de la bahía de Cattaro a comienzos de año. En el mismo mes de mayo, el partido socialdemócrata esloveno se unió al movimiento a favor de la Declaración.
El movimiento en favor de la Declaración no se frenó ni con las victorias austro-germanas en el frente italiano ni con el temporal abandono por parte de la Entente de su intención de desmembrar el Imperio en enero de 1918 (debido a la posibilidad de lograr una paz negociada con él). En enero de 1918, el grupo parlamentario yugoslavo, aprovechando la Paz de Brest-Litovsk, solicitó que se tratase internacionalmente la situación de los serbios, croatas y eslovenos del Imperio. En marzo representantes de los partidos eslavos se reunieron en Zagreb para tratar de aumentar la cohesión del movimiento, aunque sin contar aún con el respaldo de la coalición croato-serbia.

## Acontecimientos relacionados
La Declaración precedió por escasos meses a la Declaración de Corfú del 20 de julio de 1917, acordada por el Gobierno del reino de Serbia y los representantes del Comité Yugoslavo, en el que ambas partes se comprometían a tratar de fundar un nuevo Estado que uniese a los eslavos del sur del Imperio austrohúngaro con los Estados serbio y montenegrino lo que requería, a diferencia de lo que ocurría con la de Mayo, la disolución del Imperio.